# Breuil-le-Vert
Breuil-le-Vert – miejscowość i gmina we Francji, w regionie Hauts-de-France, w departamencie Oise.
Według danych na rok 1990 gminę zamieszkiwało 2785 osób, a gęstość zaludnienia wynosiła 378 osób/km² (wśród 2293 gmin Pikardii Breuil-le-Vert plasuje się na 84. miejscu pod względem liczby ludności, natomiast pod względem powierzchni na miejscu 659.).